# Liste des épisodes de Great Teacher Onizuka
Great Teacher Onizuka (グレート・ティーチャー・オニヅカ, Gurēto Tīchā Onizuka) est une série anime composée de 43 épisodes, (dont 10 fillers et 33 canons) produite par le studio Pierrot et réalisée par Noriyuki Abe et Naoyasu Habu.

Logo original de la série.

La série fut diffusée au Japon du 30 juin 1999 au 17 septembre 2000 sur la chaîne télévisée Fuji Television. En France, la série fut diffusée sur la chaîne Canal+ dès 2004.

## Génériques

### Début
| Numéro | Titres         | Artiste        | Épisodes                   | 1re date de diffusion |
| ------ | -------------- | -------------- | -------------------------- | --------------------- |
| 1      | Driver's high  | L'Arc-en-Ciel  | 1-17 (+ ending épisode 43) | 30 juin 1999          |
| 2      | Hitori no yoru | Porno Graffiti | 18-43                      | 23 janvier 2000       |

### Fin
| Numéro | Titres             | Artiste         | Épisodes | 1re date de diffusion |
| ------ | ------------------ | --------------- | -------- | --------------------- |
| 1      | Last piece         | Kirari          | 1-17     | 30 juin 1999          |
| 2      | Shizuku            | Miwako Okuda    | 18-34    | 23 janvier 2000       |
| 3      | Cherished Memories | Hong Kong Knife | 35-42    | 11 juin 2000          |

## Liste des épisodes

### Légende des tableaux
|  | Épisodes adaptés (sans couleur d'arrière plan) |

|  | Épisodes filler (dont l'histoire est hors manga et exclusif à l’anime) |

Note : Les titres des épisodes de la VO sont en anglais (« Lesson » pour « Leçon » en français) à la manière d'un manuel scolaire.
| No | Titre français | Titre japonais                                    | Titre japonais                                                                  | Date de 1re diffusion |
| No | Titre français | Kanji                                             | Rōmaji                                                                          | Date de 1re diffusion |
| --- | -------------- | ------------------------------------------------- | ------------------------------------------------------------------------------- | --------------------- |
| 1 | Leçon 1        | 鬼塚英吉22歳! 元不良 伝説の教育実習が今はじまる!! | Onizuka Eikichi 22 toshi! moto furyō densetsu no kyōikujisshū ga ima hajimaru!! | 30 juin 1999          |
| [Chapitres 1-2-3-4-5-6] - Onizuka Eikichi et Danma Ryuji vivent depuis 6 ans à Tokyo. Alors que Ryuji a ouvert un garage, Onizuka veut devenir professeur ; chose étonnante vu son passé ! C'est en tant que professeur-stagiaire qu'il s'occupe de sa première classe… de rebelles. Eikichi Onizuka est un jeune prof stagiaire qui reçoit une des classes les plus difficiles. L'une de ses étudiantes parvient à s'incruster chez lui et tente de le séduire. Il n'est pas contre car c'est le fondement de sa vocation : épouser une de ses étudiantes. Mais il s'agit d'un stratagème visant à le piéger et le faire chanter et ceci avec d'autres membres de sa classe, faisant tous partie d'une bande de loubard. Ceux-ci n'imaginent même pas qui était Onizuka avant sa vocation et il leur fait subir une très mauvaise soirée (au parc inokashira). Le lendemain, il est adulé et respecté par tout le gang au grand étonnement et à l'admiration de tous. Quant à sa jeune étudiante, elle a des problèmes familiaux qu'il va régler d'une façon peu conventionnelle et très musclée. |                |                                                   |                                                                                 |                       |
| 2 | Leçon 2        | 天敵・内山田教頭登場!! 大逆転!?の最終面接         | tenteki. uchiyamada kyōtō tōjō!! daigyakuten!? no saishūmen setsu               | 7 juillet 1999        |
| [Chapitres 7-8-9-10-11] - Le stage est terminé. Onizuka oublie de passer l'examen pour devenir prof, à son grand désespoir. Ryûji, son ami de toujours, lui trouve quand même des entretiens dans des écoles privées. Il fait la connaissance d'une autre postulante : Azusa Fuyutsuki. Mais s'étant mis à dos Hiroshi Uchiyamada, le sous-directeur (professeur principal), qui le traite de déchet, ses chances d'être engagé sont bien minces. En gérant une situation difficile avec des élèves renvoyés prêts à en découdre avec le sous-directeur, il convainc bien malgré lui la directrice, qu'il prend pour la tenancière du magasin de l'école. Persuadé que tout espoir est perdu, il souhaite dès lors devenir routier (le GDO : Great Driver Onizuka) quand Ryûji l'appelle pour lui annoncer qu'il a un poste d'enseignant… |                |                                                   |                                                                                 |                       |
| 3 | Leçon 3        | 教師の仕事は命がけ?! 深夜の屋上ダイビング         | kyōshi no shigoto ha inochi gake?! shinya no okujō daibingu                     | 21 juillet 1999       |
| [Chapitres 12-13-14-15-16] - Onizuka est engagé dans l'école. Il y est même logé au grand désarroi du sous-directeur. Il devra déchanter car on lui confie la pire classe de l'établissement : la 3e-4, une classe de collégiens en plus. Un de ses élèves, Yoshikawa, fan de jeux vidéo, tente de se suicider en sautant du toit de l'école. Onizuka le sauve en amortissant la chute à l'aide de son corps et en s'écrasant sur la nouvelle voiture du sous-directeur. |                |                                                   |                                                                                 |                       |
| 4 | Leçon 4        | 攻撃開始! 今、あばかれる鬼塚の怪しい日常?!        | kōgekikaishi! ima, abakareru Onizuka no ayashi i nichijō?!                      | 11 août 1999          |
| [Chapitre 17] - Kikuchi est probablement l'un des élèves les plus brillants de la classe d'Onizuka. Il est particulièrement doué en informatique ce qui lui permet de créer facilement des photo-montages. Et à l'instar de tous ses camarades, il n'aime pas les profs, il tente de faire renvoyer Onizuka en le faisant passer pour un pervers. Les anciens profs l'ont déjà expérimenté mais Fuyutsuki croit en la réalité de ces clichés et Onizuka finit par croire qu'inconsciemment, il fait réellement ces choses… Yoshikawa qui le trouve pas si mal, essaye de dénoncer son camarade mais Onizuka l'en empêche et finit par résoudre seul l'affaire d'une manière assez spéciale. Kikuchi décide dès lors de cesser les hostilités. |                |                                                   |                                                                                 |                       |
| 5 | Leçon 5        | 悪魔のリベンジ!! 目には目を、お尻にはお尻を       | akuma no ribenji!! meni ha me wo, o shiri nihao shiri wo                        | 18 août 1999          |
| [Chapitres 18-19-20-21-22] - Yoshikawa tente à nouveau de se suicider et rebelotte, Onizuka le sauve en explosant la nouvelle voiture du sous-directeur sous les yeux de Kikuchi. On apprend qu'Anko Uehara, une fille de sa classe prend un malin plaisir à l'humilier avec deux de ses copines. Onizuka décide alors d'offrir une vengeance à Yoshikawa et les humilie à son tour. |                |                                                   |                                                                                 |                       |
| 6 | Leçon 6        | 失業確定? 抗議殺到、あいつをクビにしろ!!          | shitsugyō kakutei? kōgi sattō, aitsuwo kubi nishiro!!                           | 25 août 1999          |
| [Chapitres 23-24] - La mère d'Uehara, présidente des parents d'élèves, convaincue par sa fille de la perversité d'Onizuka souhaite son renvoi. Alors que tout le monde l'accuse, Yoshikawa dénonce devant tous les parents la maltraitance dont il est victime. Incrédule, la présidente des parents d'élèves défend sa fille. C'est alors que les baffles diffusent un montage audio concocté par Kikuchi la faisant réviser son jugement à cause des propos de sa fille. |                |                                                   |                                                                                 |                       |
| 7 | Leçon 7        | 最も危険な家庭訪問! 母ちゃんに手を出すな          | mottomo kiken na kateihōmon! kaachan ni te wo dasu na                           | 1er septembre 1999    |
| [Chapitre 25] - C'est la période où les professeurs visitent les parents des élèves chez eux. Or, Murai est inquiet de la visite d'Onizuka car sa mère est une très jolie jeune femme. Il craint que son professeur ne la séduise. Il prend toute une série de mesures afin d'éviter toute rencontre. |                |                                                   |                                                                                 |                       |
| 8 | Leçon 8        | 村井死す!? 決死のベイブリッジ・バンジー!          | murai shisu!? kesshi no beiburijji. banjii!                                     | 8 septembre 1999      |
| [Chapitres 25-26-27-28] - Murai surprend sa mère au bowling avec Onizuka. Excédé ces derniers temps par sa popularité grandissante au sein de la 3e-4, il ne lui fait pas de cadeaux. Les choses se compliquent lorsque sa mère doit partir de toute urgence en le laissant seul avec Onizuka. |                |                                                   |                                                                                 |                       |
| 9 | Leçon 9        | うなる筋肉! 激闘! 鬼塚VS熱血体育教師!             | unaru kinniku! gekitō! oniduka VS nekketsu taiiku kyōshi!                       | 22 septembre 1999     |
| [Chapitres 28-29-30-31] - Au lieu de faire cours, Onizuka et certains de ses élèves s'amusent à lancer des fusées à eau dont une arrive sur le professeur de sport, Fukuroda (plus occupé a scruter ses jeunes élèves féminines qu'à les encadrer). Celui-ci lance un défi à Onizuka: une course à la nage, que Fukorada s'estime sûr de gagner, la natation étant sa spécialité. Contre toute surprise, Onizuka gagne haut la main et à multiples reprises. Miyabi tente alors de coincer Onizuka en le faisant passer pour un pervers en chargeant son amie Tomoko de mettre les mini-shorts de sport des filles dans son casier… |                |                                                   |                                                                                 |                       |
| 10 | Leçon 10       | 私ぬぎます! 朋子14歳・体当たりの初体験!           | watashi nugimasu! tomoko 14 toshi. taiata rino shotaiken!                       | 22 septembre 1999     |
| [Chapitres 32-33-34] - Pour avoir fait échouer un de ses plans visant Onizuka, Tomoko s'est fait rejeter par sa meilleure amie, Miyabi. Onizuka lui propose de devenir une idole afin de se faire accepter par les autres. |                |                                                   |                                                                                 |                       |
| 11 | Leçon 11       | ゆれるFカップ! ビッグな胸とアイドル伝説!          | yureru F kappu! biggu na mune to aidoru densetsu!                               | 17 octobre 1999       |
| [Chapitres 34-35-36] - Soutenue par Onizuka, Tomoko gagne un prix spécial à un concours de beauté, contre Miyabi. |                |                                                   |                                                                                 |                       |
| 12 | Leçon 12       | 鬼塚追放! 闇の策略!                               | Onizuka tsuihō! yami no sakuryaku!                                              | 31 octobre 1999       |
| [Chapitres 39-40-41] - Teshigawara est un brillant professeur de mathématiques, diplômé de la meilleure université. Il donne d'ailleurs des cours particuliers à la fille d'un haut responsable de l'éducation nationale japonaise. Il est aussi fou amoureux de Fuyutsuki. Il l'observe et la met sur écoute de son appartement. Les murs de celui-ci sont d'ailleurs recouverts de photos volées de Fuyutsuki. Au prétexte de lui donner un ordinateur dont il n'a plus l'usage, il parvient à l'inviter chez lui. Ayant un empêchement de dernière minute, elle envoie Onizuka à sa place… |                |                                                   |                                                                                 |                       |
| 13 | Leçon 13       | 鬼塚またまた失業確定?!                            | Onizuka matamata shitsugyō kakutei?!                                            | 21 novembre 1999      |
| [Chapitres 41-42-43-46-47] - Teshigawara, qui s'est gravement blessé au cours de la visite d'Onizuka (notamment en tentant de l'empêcher de tirer le cordon qui aurait dévoilé toutes les photos volées de Fuyutsuki), tente par tous les moyens de le faire renvoyer. Il décide de demander à la mère de son élève particulière d'user de son influence. On apprend par là même occasion que sa jeune élève Hidemi lui fait du chantage et en profite pour assouvir des fantasmes peu orthodoxes… |                |                                                   |                                                                                 |                       |
| 14 | Leçon 14       | 地獄? 夢の二人暮らし                              | jigoku? yume no futari kurashi                                                  | 5 décembre 1999       |
| [Chapitres 44-45-46-47] - Onizuka doit passer l'examen de Togaku en même temps que ses élèves pour prouver qu'il a le niveau requis pour enseigner: il doit obtenir le meilleur score de tous les candidats à ce test pour garder son poste. Pour s'assurer du renvoi d'Onizuka, Teshigawara décide de passer aussi l'examen. N'ayant évidemment absolument pas le niveau, il révise pendant des jours, aidé de Fuyutsuki et de certains de ses élèves. Hidemi intervient. Elle propose à Onizuka un marché: elle lui propose la même chose que Teshigawara en échange de son intervention auprès de sa mère, mais Onizuka refuse. Le jour de l'examen, Hidemi vient de nouveau reproposer son marché, toujours refusé par Onizuka. Alors qu'il se dirige à l'intérieur de l'école, il voit Hidemi se faire enlever. Il décide d'aller la sauver au lieu de passer son examen. |                |                                                   |                                                                                 |                       |
| 15 | Leçon 15       | 死闘! 血染めの解答用紙!                           | shitō! chi some no kaitōyōshi!                                                  | 12 décembre 1999      |
| [Chapitres 47-48-49-50-51-52] - Onizuka prend le risque de rater son test pour sauver Hidemi, Enlevée. Après avoir sauvé Hidemi, Onizuka tente de passer le test : il arrive 3 heures en retard pour le test qui dure 4 heures, et souffre en plus d'une hémorragie. Il finit cependant son test, mais sa copie est échangée par Kikuchi… |                |                                                   |                                                                                 |                       |
| 16 | Leçon 16       | 鬼塚マジギレ!! 強敵出現!!                         | Onizuka majigire!! kyōteki shutsugen!!                                          | 19 décembre 1999      |
| [Chapitres 51-52-53-54-55] - Sur la demande de Miyabi, la plus grande adversaire d'Onizuka, Urumi Kanzaki, élève surdouée (d'un QI supérieur à 200) entre dans la partie. Jouant d'Onizuka qui la prend pour une fille de 19 ans, elle le fait passer pour un pervers auprès de la police. Puis elle retourne en cours, dans la classe d'Onizuka, où elle n'avait pas mis les pieds depuis la rentrée. Elle reprend alors ses « habitudes », ce que les professeurs appellent du « terrorisme scolaire ». Onizuka décide de prendre les choses en main… |                |                                                   |                                                                                 |                       |
| 17 | Leçon 17       | 悪い夢! 逃亡者・鬼塚!                             | warui yume! tōbōsha. Onizuka!                                                   | 16 janvier 2000       |
| [Chapitres 56-57-58-59] - Urumi Kanzaki teste la valeur du great prof Onizuka en le mettant dans des situations inimaginables. Elle menace de suicider si Onizuka ne répond pas à ses désirs. Onizuka refusant de lui obéir, elle saute du haut du toit de l'école, suivi d'Onizuka qui tente de lui amortir la chute. Inanimée, il la prend pour morte et décide d'aller l’enterrer en cachette dans les bois. Sur le point d'être enterrée, Kanzaki se réveille: elle jouait la comédie. Pour qu'elle garde le silence sur cet évènement, Onizuka promet d'être son « génie de lampe », qui répond à tous ses désirs… |                |                                                   |                                                                                 |                       |
| 18 | Leçon 18       | 再会・恩師よ……                                    | saikai. onshi yo......                                                          | 23 janvier 2000       |
| [Chapitres 61-62-63] - Kanzaki profite de son « génie » Onizuka, jusqu'à se faire inviter elle et ses amis dans un restaurant de luxe et commander du « Otoro » (un sushi fait à partir du meilleur morceau de thon rouge japonais), qui est extrêmement onéreux. N'ayant pas les moyens de payer, Onizuka s'enfuit et se fait renverser par une voiture. Il retourne la situation en demandant au conducteur, qui n'est autre que le nouvel agent de Tomoko (l'élève qu'il a poussé à faire carrière), de régler la note du restaurant en échange de quoi il ne portera pas plainte. Kanzaki retrouve enfin Tomoko sa meilleure amie d'enfance, qui justement, pour les besoins d'une émission, doit retrouver leur ancienne institutrice. Au rendez-vous, l'institutrice est heureuse de revoir Tomoko, mais moins de revoir Kanzaki. Cette dernière lui lance un cocktail molotov, qu'Onizuka éteint. Il gifle Kanzaki et refuse de continuer son petit jeu. Elle décide de faire sauter l'école… |                |                                                   |                                                                                 |                       |
| 19 | Leçon 19       | 鬼塚、命がけの課外授業                            | Onizuka, inochi gakeno kagaijugyō                                               | 30 janvier 2000       |
| [Chapitres 64-65-66] - L'ancienne institutrice de Kanzaki, avait, dans un moment de colère et de détresse, révélé à cette dernière et à l'ensemble de la classe qu'elle était un « bébé-éprouvette » (« ton père est une éprouvette au congélateur »). Depuis ce jour Kanzaki pratique le « terrorisme scolaire ». Onizuka décide de la remettre dans le droit chemin, en lui ouvrant les yeux, et lui faisant la frayeur de sa vie par la même occasion… |                |                                                   |                                                                                 |                       |
| 20 | Leçon 20       | Fからのラブレター                                 | F karano raburetaa                                                              | 6 février 2000        |
| [Chapitres 73-74] - Kujirakawa Fuyumi est une fille très grande (1,81 m) comparée à ses camarades du collège. Elle aime secrètement Murai, qui de son côté cherche une copine. Elle lui glisse une lettre d'amour (signée d'une initiale, F, et d'une classe) dans son casier. Murai, au vu de la signature passe en revue les filles qui pourraient correspondre. Il est persuadé qu'il s'agit d'Akane Fujita, et commence à l'épier discrètement… jusqu'à ce que Onizuka prenne les choses en main, et fasse repérer Murai. Kujirakawa décide de se faire passer pour l'amie de celle qui a écrit la lettre, et demande à Murai s'il pense qu'il aime cette fille, « F. ». Devant son incapacité à répondre, elle préfère s'en aller. Murai après mûre réflexion pense que la lettre vient finalement de Kujirakawa. Lorsque cette dernière revint le voir, il lui répond qu'il n'aime pas cette « F. » car il est amoureux d'Akane Fujita. Pour cacher sa douleur, Kujirakawa annonce qu'il s'agit d'Akane qui a écrit la lettre. Elle prend rendez-vous pour elle avec Murai dans un parc. De son côté Akane, qui vient de rompre avec son petit ami se demande si elle n'est pas finalement amoureuse de Murai, accepte le rendez-vous. Finalement Akane retourne avec son petit ami, et Murai s'aperçoit qu'il est finalement amoureux de Kujirakawa… |                |                                                   |                                                                                 |                       |
| 21 | Leçon 21       | 教師失格? 消えた冬月                              | kyōshi shikkaku? kie ta fuyu gatsu                                              | 13 février 2000       |
| [Chapitre 70] - La professeur Azusa Fuyutsuki est très populaire chez les garçons de sa classe. Trop pour les filles de cette même classe qui la harcèlent. Elle décide de faire une retraite dans la région ou elle a travaillé dans une pension, sur les conseils (involontaires) d'Onizuka (il lui propose même « d'arrêter le métier de prof »). Sur place un autre drame eu lieu, et la pension est fermée depuis lors, et une jeune fille, Hitomi, avec qui Azusa correspondait refuse de lui parler, parce qu'elle est devenue professeur. |                |                                                   |                                                                                 |                       |
| 22 | Leçon 22       | 鬼塚爆死?! 炎の大脱出!!                           | Onizuka bakushi?! Honoo no dai dasshutsu!!                                      | 20 février 2000       |
| [Filler] - La professeur avec qui avait travaillé Azusa dans sa jeunesse est tombée amoureuse d'un autre professeur, marié. Devant la consternation de sa hiérarchie, elle démissionne avant la cérémonie de fin d'année, et s'enfuit avec son amant. L'école est quant à elle vouée à la démolition, pour le tournage d'une scène d'un film d'action. Depuis lors, Hitomi qui correspondait avec Azusa refuse de lui parler. Peu à peu, sous les sermons d'Azusa et d'Onizuka, Hitomi commence à comprendre et accepter la situation. Fuyutsuki regonflée par cet épisode décide de rentrer au lycée, quand Hitomi se met en tête de récupérer l'orgue dans l'école qui va être démolie dans les minutes qui suivent. Onizuka va la chercher et la sauve in-extrémis… |                |                                                   |                                                                                 |                       |
| 23 | Leçon 23       | 鬼塚死す!? 最後の七日間                           | Onizuka shisu!? Saigo no nanoka kan                                             | 27 février 2000       |
| [Filler] - Onizuka a reçu un carton complet de « lettres maudites » (lettre en chaîne qu'il faut faire suivre sous peine de malédiction et de mort au bout de 7 jours). Se gaussant de ces croyances, il brûle le carton avec sa cigarette, et par un retour de flamme se brûle le postérieur. Après de multiples accidents il commence à douter de la malédiction. Après un énième accident, il se retrouve à l'hôpital, et passe une radio. Il voit sur la radio une multitude de taches blanches au niveau de ses poumons, et persuadé qu'il a un cancer, il veut finir sa vie en beauté. Fuyutsuki persuadée elle aussi de son cancer, accède à son ultime requête, mais ils sont interrompus par les élèves d'Onizuka, qui après enquête lui révèlent qu'il n'a rien…Cet épisode est un épisode filler (ne suis pas la trame du manga) |                |                                                   |                                                                                 |                       |
| 24 | Leçon 24       | 父焦る! 家の娘に限って!!                          | Chichi aseru! Ie no musume ni kagitte!!                                         | 5 mars 2000           |
| [Filler] - Un épisode sur la vie d'Hiroshi Uchiyamada, le sous-directeur du collège… |                |                                                   |                                                                                 |                       |
| 25 | Leçon 25       | お色気先生に鬼塚クラッ                            | O Iroke-sensei ni Onizuka kuratsu                                               | 12 mars 2000          |
| [Filler] - Une nouvelle infirmière est engagée au collège, Kadena Nao. Belle et portant des tenues assez légères, elle fait l'unanimité chez les garçons, mais chez les filles aussi, à qui elle vend des produits de beauté à prix cassé. Fuyutsuki se rend compte que Nao se sert de son poste pour écouler un vrai stock de marchandise, allant des produits de beauté, aux porte-bonheur. Un soir qu'elle sortait avec Onizuka et son ami, elle se rend compte qu'elle est aussi la nuit call-girl dans une boîte de nuit. Cet épisode est un épisode filler (ne suis pas la trame du manga) |                |                                                   |                                                                                 |                       |
| 26 | Leçon 26       | 湘南の鬼VSハコスカの女王                          | Shōnan no oni VS Hakosuka no joō                                                | 12 mars 2000          |
| [Filler] - Kadena Nao est en fait une ancienne pilote de courses urbaines, connue sous le nom de « reine Hakosuka ». D'après la légende, elle n'aurait perdu qu'un course contre un inconnu, celle-ci se terminant par un accident. Il s'agissait en fait de son frère, son mécanicien, qui un jour au volant de sa voiture, se serait fait provoqué en duel, aurait participé à une course. Cette dernière s'étant terminée en accident, le frère de Kadena s'est vu gravement blessé, des bouts de métal étant toujours dans son corps, et menaçant sa vie à chaque instant. Aussi, sa sœur tente de rassembler suffisamment d'argent pour pouvoir lui payer une opération aux États-Unis. Cependant, la personne qu'elle a payé s'avère être un escroc, qui s'enfuit avec l'argent. Cet épisode est un épisode filler (ne suis pas la trame du manga) |                |                                                   |                                                                                 |                       |
| 27 | Leçon 27       | トロ子の芸能界虎の穴                              | Toro ko no geinōkai tora no ana                                                 | 2 avril 2000          |
| [Filler] - Onizuka va propulser la carrière de Tomoko Nomura en la faisant participer à un enchainement de pubs régionales. Cet épisode est un épisode filler (ne suis pas la trame du manga) |                |                                                   |                                                                                 |                       |
| 28 | Leçon 28       | 発表！ 21世紀新アイドル                           | Happyou! 21 seiki shin aidoru                                                   | 16 avril 2000         |
| [Filler] - Les organisateurs d'une chaîne nationale organisent un concours pour élire la star du XXIe siècle. À la suite des nombreuses demandes des fans, ils y invitent Tomoko en ayant déjà choisi la gagnante, qui n'est pas de l'avis du public. Cet épisode est un épisode filler (ne suis pas la trame du manga) |                |                                                   |                                                                                 |                       |
| 29 | Leçon 29       | セーラー服と112万円                               | seuraa fuku to 112 man'en                                                       | 23 avril 2000         |
| [Chapitres 75-76-77] - Miyabi est bien décidée à faire virer Onizuka et va monter un stratagème pour qu'il dépense l'argent prévu pour un voyage scolaire (1 120 000 yens) en menaçant le prof d'anglais (travesti à ses heures). |                |                                                   |                                                                                 |                       |
| 30 | Leçon 30       | 罪と罰！ 横領犯・鬼塚?!                           | tsumi to batsu! ōryō han. Onizuka?!                                             | 30 avril 2000         |
| [Chapitres 77-78-79-80-81-82] - Les élèves d'Onizuka découvrent les tenants et les aboutissants du complot et son instigatrice alors que le conseil des profs organise une énième réunion pour le renvoi d'Onizuka. |                |                                                   |                                                                                 |                       |
| 31 | Leçon 31       | 目指せ!! 憧れの沖縄行路                           | mezase!! akogare no okinawa kōro                                                | 7 mai 2000            |
| [Chapitres 82-83-84-85] - Onizuka tente toutes sortes de plans pour tenir sa promesse de payer aux élèves un meilleur voyage que prévu. Il a une semaine pour réunir 8 millions de yens. |                |                                                   |                                                                                 |                       |
| 32 | Leçon 32       | 嗚呼ベンツ丸つぶれ                                | aa bentsu maru tsubure                                                          | 14 mai 2000           |
| [Chapitres 85-86-87] - Onizuka gagne une Mercedes à une loterie qui, en la revendant, lui permettrait d'avoir bien plus d'argent que nécessaire pour le voyage. C'est sans compter la hargne de Miyabi qui parvient à lui faire avoir un accident grâce à un client désespéré de son père. |                |                                                   |                                                                                 |                       |
| 33 | Leçon 33       | さらば鬼塚・22才の別れ                            | saraba Onizuka. 22 sai no wakare                                                | 28 mai 2000           |
| [Chapitres 87-88-89-90-91-92] - Onizuka a « prêté » son lot au pauvre type pour qu'il s'en sorte financièrement et se retrouve au point de départ, il ne lui reste que trois jours. Kanzaki, ayant mis en garde Miyabi, lance sa vengeance : elle vend Miyabi et ses amies à de gros pervers pour 8 millions… Mais par le plus grand des hasards, Onizuka va la secourir au grand soulagement de Miyabi. Finalement, le jour de l'échéance, la Mercedes est de retour en parfait état, tout finit bien. |                |                                                   |                                                                                 |                       |
| 34 | Leçon 34       | 監獄に一番近い警官                                | kangoku ni ichibanchikai keikan                                                 | 4 juin 2000           |
| [Filler] - Tomoko est poursuivie par des yakuzas qui veulent en faire une call-girl. Dans le même temps, Saejima, le flic qu'Onizuka connait, se voit confier une mallette remplie d'or, et est lui aussi poursuivi par la mafia. Il s'avère que pour Nomura, c'était une caméra cachée et pour Saejima un appât pour dénouer une affaire criminelle. Cet épisode est un épisode filler (ne suis pas la trame du manga) |                |                                                   |                                                                                 |                       |
| 35 | Leçon 35       | 花嫁は14歳!! の息子あり                           | hanayome ha 14 toshi!! no musuko ari                                            | 11 juin 2000          |
| [Chapitre 72] - La mère de Murai se rend dans un lieu de célébration des mariages et elle s'intéresse visiblement aux robes de mariées. Murai en déduit qu'elle va bientôt se marier et ne le supporte pas au point d'aller casser la figure au soi-disant prétendant, qui s'avère être le patron de sa mère et qui l'a choisie pour être mannequin (en dehors de son travail de grutière). |                |                                                   |                                                                                 |                       |
| 36 | Leçon 36       | 冬月変身！ 燃えろ夏女                             | fuyu gatsu henshin! moe ro natsuonna!                                           | 18 juin 2000          |
| [Chapitres 93-94] - Fuyutsuki se prépare pour le voyage scolaire, mais elle se sent manquer d'atouts (les réflexions d'Onizuka aidant). Avec l'aide de Kadena l'infirmière, elle tente un petit lifting qui dérape (bronzage, maquillage, teinture et épilation du maillot) ce qui la dénature au point de la rendre méconnaissable et très artificielle, ce qui ne lui plaît pas du tout. En essayant de rectifier cela, elle se présente le matin du départ pale comme un fantôme ! |                |                                                   |                                                                                 |                       |
| 37 | Leçon 37       | 嵐の予感！ 沖縄でGo!                              | arashi no yokan! okinawa de Go!                                                 | 16 juillet 2000       |
| [Chapitres 95-96] - La classe d'Onizuka vient d'arriver à Okinawa. Onizuka décide de refaire la répartition des chambres et d'en faire des chambres mixtes. Yoshikawa, avec l'aide d'Onizuka, décide de faire une farce aux trois filles de sa chambre. |                |                                                   |                                                                                 |                       |
| 38 | Leçon 38       | 突撃！ 宝探しでGo                                 | totsugeki! takara sagashi de Go!                                                | 30 juillet 2000       |
| [Chapitres 97-98] - Onizuka apprend l'existence d'un trésor sur une île proche de leur lieu de vacances. Il décide d'aller le chercher (prétextant une étude sur le goût des œufs de tortue de mer), en utilisant les élèves pour creuser. Mais Uehara et sa bande, en voulant perdre Yoshikawa, se perdent avec lui. |                |                                                   |                                                                                 |                       |
| 39 | Leçon 39       | 二人の冒険!! 秘密の洞窟                           | futari no bōken!! himitsu no dōkutsu                                            | 13 août 2000          |
| [Chapitres 99-100-101-102] - Onizuka subit mille-et-une tortures de la part d'Urumi Kanzaki, mais il ne se laisse pas faire longtemps et se rend vite compte de la situation : La Bande d'Uehara et Yoshikawa ont disparu. Onizuka et Kanzaki partent à leur recherche… |                |                                                   |                                                                                 |                       |
| 40 | Leçon 40       | ハート直撃!! 沖縄純愛組                           | haato chokugeki!! okinawa jun'ai kumi                                           | 20 août 2000          |
| [Chapitres 102-107] - Anko ressent un sentiment tout nouveau pour elle : son cœur bat très fort en présence de Yoshikawa, et elle n'arrive plus à le martyriser. Pendant ce temps le sous-directeur, qui a échappe de peu à la noyade, reçoit la visite d'une élève très troublante… |                |                                                   |                                                                                 |                       |
| 41 | Leçon 41       | 青春少女!! 初めての告白                           | seishun shōjo!! hajimete no kokuhaku                                            | 27 août 2000          |
| [Chapitres 102-103-104-105] - Onizuka décide d'organiser une soirée spéciale « kimodameshi » (test du courage). Le jeu se déroule en couple et Onizuka désigne Anko comme partenaire pour Yoshikawa. Ces deux-là commencent à se rapprocher et tout va bien jusqu'au moment où ils rencontrent un groupe de voyous… |                |                                                   |                                                                                 |                       |
| 42 | Leçon 42       | ラストバトル！ 蘇る傷跡                           | rasutobatoru! yomigaeru kizuato                                                 | 10 septembre 2000     |
| [Filler] - Miyabi va découvrir le suicide de Mizuki, une de ses amies de l'année dernière. Elle se serait suicidé car elle était enceinte. Miyabi va vouloir venger son amie en s'attaquant au professeur responsable de sa grossesse et aux membres du Conseil d'Éducation Regional qui le pistonnait, Onizuka va tout faire pour l'en empêcher… Cet épisode est un épisode filler (ne suis pas la trame du manga) |                |                                                   |                                                                                 |                       |
| 43 | Leçon 43       | 挫！ 愚零徒出夜露死苦！                           | za! gu rei to shutsu yotsuyu shi ku!                                            | 17 septembre 2000     |
| [Filler] - Dernier épisode de l'anime GTO où Onizuka décide de se faire accuser de meurtre à la place de Miyabi et se fait arrêter par la police. Ce geste fera changer Miyabi qui lui implore son pardon. Donc avant de s'échapper il aura réussi à rallier toute la classe de son côté. À la fin du générique on voit qu'Onizuka a quitté le Japon pour faire prof aux États-Unis au « California Junior High School ». Cet épisode est un épisode filler (ne suis pas la trame du manga) |                |                                                   |                                                                                 |                       |

## Young GTO
Le manga précédant GTO, intitulé Young GTO a été adapté en cinq OAV.
| No   | Titre français                                 | Titre japonais              | Titre japonais                             | Date de 1re diffusion |
| No   | Titre français                                 | Kanji                       | Rōmaji                                     | Date de 1re diffusion |
| ---- | ---------------------------------------------- | --------------------------- | ------------------------------------------ | --------------------- |
| OAV1 | Shonan Junaï Gumi 1 !                          | 湘南純愛組                  | Shonan Junai Gumi!                         | 21 janvier 1994       |
| OAV2 | Shonan Junai Gumi 2 !                          | 湘南純愛組!2                | Shonan Junai Gumi! 2                       | 23 septembre 1994     |
| OAV3 | Shonan Junai Gumi 3 ! Ange en fuite de l'enfer | 湘南純愛組!3 地獄の暴走天使 | Shonan Junai Gumi! 3 Runaway Angel of Hell | 23 juin 1995          |
| OAV4 | Shonan Junai Gumi! 4 ! Mort de chasse          | 湘南純愛組!4 死神狩り       | Shonan Junai Gumi! 4 Hunting Death         | 24 mai 1996           |
| OAV5 | Shonan Junai Gumi! 5 ! Onibaku pour toujours   | 湘南純愛組!5 鬼爆よ永遠に   | Shonan Junai Gumi! 5 Forever Onibaku       | 24 janvier 1997       |